# Gelbstieliger Nitrat-Helmling
Der ungenießbare Gelbstielige Nitrat-Helmling (Mycena renati, syn. Mycena flavipes) ist eine Pilzart aus der Familie der Helmlingsverwandten (Mycenaceae). Der Helmling ist durch seinen rosabräunlichen Hut, den kräftig gelben Stiel, das büschelige Wachstum und den chlorartigen Geruch gut zu erkennen. Die Fruchtkörper erscheinen von Mai bis September an Laubholz, vorwiegend in Buchenwäldern. Er wird auch Gelbstieliger Nitrose- oder Gelbfüßiger Helmling genannt.

## Merkmale

### Makroskopische Merkmale
Der Hut ist 1–3 cm breit, anfangs halbkugelig, später glockig bis kegelig. Die Oberfläche ist glatt, matt und fleischfarben bis bräunlich rosa gefärbt. Die Mitte ist meist dunkler, der meist geriefte Rand etwas heller gefärbt.
Die breiten, schwach bauchigen Lamellen laufen mit einem Zähnchen am Stiel herab. Sie sind anfangs weißlich und schlagen später nach rosa um. Ihre Schneiden sind glatt und mehr oder weniger gleichfarben, das Sporenpulver ist weißlich.
Der röhrig-hohle, brüchige Stiel ist 2–6 cm lang und 1–2 mm breit. Er ist glatt, glänzend, gelbbraun, goldgelb bis orange-gelb gefärbt, die Stielspitze ist etwas heller. An der leicht filzigen Basis sind die Fruchtkörper zu dichten Büscheln verwachsen. Das sehr dünne, weißliche Fleisch riecht nitros oder chlorartig und schmeckt mehr oder weniger mild bis rettichartig.

### Mikroskopische Merkmale
Die elliptischen bis apfelkernförmigen, amyloiden Sporen sind 7–10 µm lang und 5–7 µm breit. Sie sind glatt, hyalin und enthalten oft einen Tropfen. Ihre Cheilozystiden sind spindel-, selten flaschenförmig (lageniform) oder keulig und die Hyphen der Huthaut (Pileipellis) haben auffallend verdickte Auswüchse.

## Artabgrenzung
Der Buntstielige Helmling (Mycena inclinata) kann sehr ähnlich aussehen, sein Fleisch riecht ranzig mehlartig. Außerdem haben junge Fruchtkörper weißliche Stiele, erst bei älteren Exemplaren verfärben sie sich bis etwa zur Mitte gelb bis gelbbräunlich.

## Ökologie
Die Fruchtkörper des Helmlings wachsen von Mai bis September büschelig an morschem Laubholz, vorwiegend an Rotbuche. Man findet sie gerne in feuchten Schluchtwäldern und montanen Buchen-Hangwäldern. Der Helmling kommt vorzugsweise in Kalkgebieten vor.

## Verbreitung

Europäische Länder mit Fundnachweisen des Gelbstieligen Nitrat-Helmlings.
Legende:
grün = Länder mit Fundmeldungen
cremeweiß = Länder ohne Nachweise
hellgrau = keine Daten
dunkelgrau = außereuropäische Länder.

Der holarktisch verbreitete Helmling kommt in Nordamerika (USA), Nordasien (Kaukasus), den Kanaren und Europa vor und wurde auch in Nordafrika (Algerien) nachgewiesen. Seine Verbreitung ist meridional bis subboreal.
Der Pilz ist in Europa weit verbreitet, wobei die Häufigkeit sehr unterschiedlich ist. In Großbritannien wurde er nur in England gefunden und aus den Niederlanden gibt es seit den letzten 20 Jahren keine Nachweise. In Süd- und Südosteuropa ist der Helmling weit verbreitet und kommt in Skandinavien nordwärts bis zum 64. Breitengrad vor.
In Deutschland findet man den Gelbstieligen Helmling in drei voneinander getrennten Arealen. Das erste reicht von der Französischen und Schweizer Jura über die Südvogesen, das Oberrheingebiet, den Südschwarzwald bis zur Schwäbischen Alb und das zweite Areal von Liechtenstein, über Vorarlberg, Nordtirol und das deutsche und österreichische Alpenvorland. Ein drittes, recht lückiges Areal liegt in Ostwestfalen, dem südlichen Niedersachsen, Sachsen-Anhalt und Thüringen. Im übrigen Deutschland ist der Helmling sehr selten oder fehlt ganz. In den Alpenländern Schweiz,  Liechtenstein  und Österreich  ist er verbreitet bis ziemlich häufig.

## Bedeutung
Der Gelbstielige Nitrat-Helmling ist kein Speisepilz.